# Imigração togolesa no Brasil
A imigração togolesa no Brasil é um fato muito recente. Até o início dos anos 2010 praticamente não havia grande fluxo migratório de togoleses para o país sul-americano. Até meados de 2017 o Brasil recebeu um número ainda incerto dessa população, mas estes se concentram em São Paulo e no sul do país (sobretudo em Santa Catarina).